# Todo está en tu mente
«Todo está en tu mente» es una canción Pop - Dance y supuso la vuelta de la cantante Coral Segovia a los escenarios, después de 2 años.

## Historia
Tras el intento fallido de Misión Eurovisión en 2007, con más ganas que nunca, Coral se marcó una meta para 2008: el Festival de Eurovisión de Belgrado. Para ello, contó con un nuevo equipo hispano-sueco de productores, formado por los autores de “I love you mi vida”, canción que ya representó el grupo D’Nash a España en Helsinki, Thomas G:sson, Tony Sánchez-Olhsson y Andreas Rickstrand.
La cantante había recibido muchas propuestas, al final decidió trabajar con dichos productores, con ellos grabó “Todo Está En Tu Mente”, un tema Pop-Dance que según la artista es un tema hecho para Eurovisión.
Este tema se grabó a comienzos de diciembre del 2007. Posteriormente se grabó un segundo tema muy diferente titulado “Sin la luna”. Una maqueta que grabó semanas después de “Todo está en tu mente”. Según rumores, este tema podría estar en el repertorio del 3º álbum de la cantante, aun así nadie lo ha confirmado.
En la Gala de “Salvemos Eurovisión”, conducido por la famosa presentadora italiana Raffaella Carrá, Coral quedó 2º lugar, por detrás de Rodolfo Chiquilicuatre (personaje del programa español “Buenafuente”) y su tema “El Chiki, Chiki”.
Este tema está incluido en el disco “Salvemos Eurovisión” bajo el sello de Vale Music / Universal, y que salió a la venta el 1º de abril de ese año. También están incluidas las otras 9 canciones finalistas de la Gala que emitió TVE.

## Salvemos Eurovisión
| N.º | Título                  | Escritor(es)          | Duración |  |
| 1.  | «Baila El Chiki Chiki»  | Rodolfo Chikilicuatre | 3:54     |  |
| 2.  | «Todo Está En Tu Mente» | Coral Segovia         | 3:04     |  |
| 3.  | «Si Pudiera»            | Bizarre               | 3:57     |  |
| 4.  | «Caramelo»              | Marzok Mangui         | 3:34     |  |
| 5.  | «Un Olé!»               | Arkaitz               | 4:38     |  |
| 6.  | «La Revolución Sexual»  | La Casa Azul          | 3:57     |  |
| 7.  | «100 x 100»             | Ell+as                | 3:59     |  |
| 8.  | «I Do You»              | D-vine                | 3:06     |  |
| 9.  | «Piensa Gay»            | Lorena C              | 4:13     |  |
| 10. | «A me encanta Bailar»   | Innata                | 3:25     |  |

### Sencillos promocionales
| Título                 | Año  |
| ---------------------- | ---- |
| "Baila El Chiki Chiki" | 2008 |

## Personal
Es una producción de Vale Music, una división de Universal Music Spain S.L. 
- Coordinado por: Ángel Beato.
- Diseño Gráfico: María Triquell

- Datos: Q6147933